# آرتاوازد پنجم
آرتاوازد پنجم یک شخصیت افسانه‌ای است، که تحت چیرگی شاهنشاه ساسانی شاپور یکم، در تاریخ آگوستی از او به عنوان «پادشاه ارمنی‌ها» یاد شده‌است.